# (20336) Gretamills
(20336) Gretamills (1998 HY61) – planetoida z pasa głównego asteroid okrążająca Słońce w ciągu 4,28 lat w średniej odległości 2,64 j.a. Odkryta 21 kwietnia 1998 roku.